# Vladimir Aleksejevitsj Kornilov

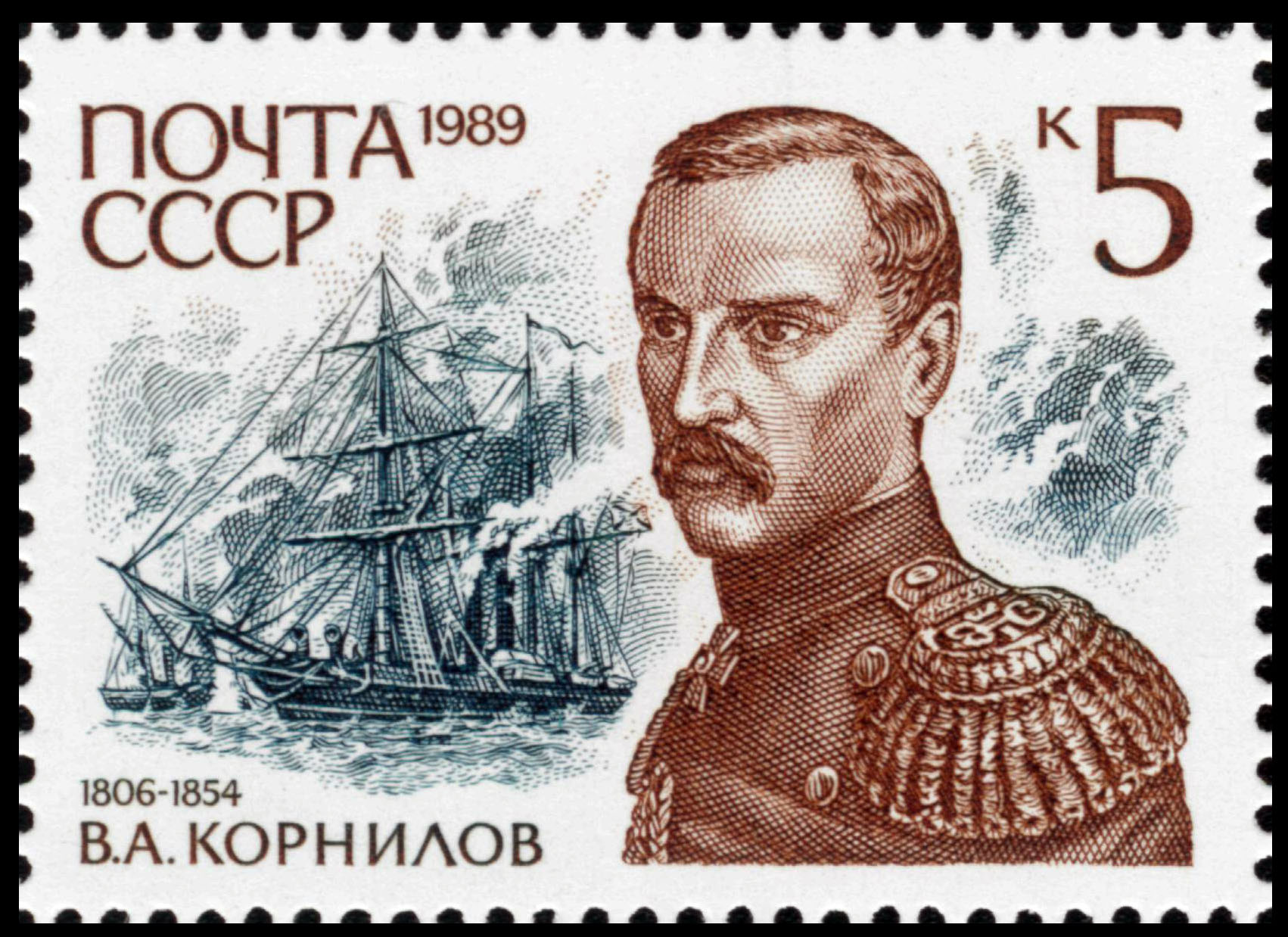
Postzegel met Vladimir Kornilov erop.

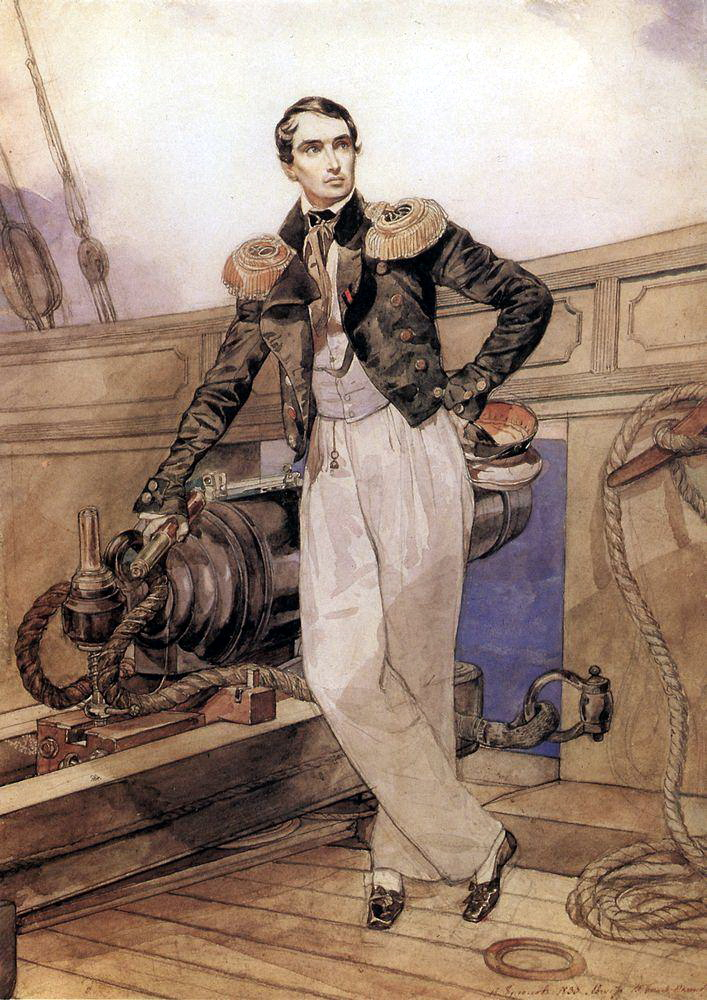
Vladimir Kornilov op de Themistocles te Athene in 1835.

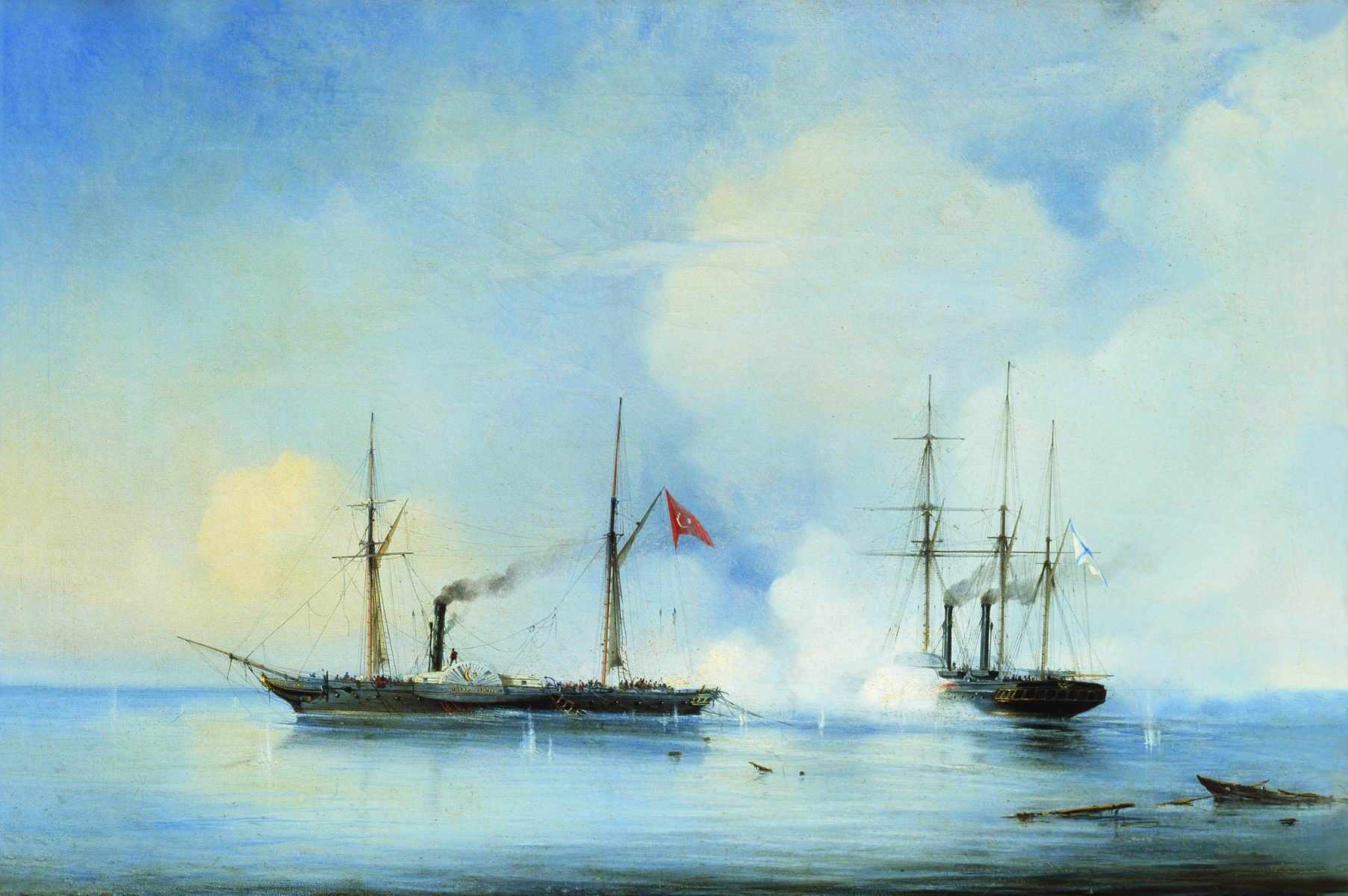
De Vladimir rechts levert slag met de Pervaz-Bahri links en manoeuvreert naar de steven zonder kanonnen.

Vladimir Aleksejevitsj Kornilov (Russisch: Владиимир Алексевич Корни́лов) (Tver, 13 februari 1806 – Sebastopol, 17 oktober 1854) was een admiraal van de Keizerlijke Russische Marine, die sneuvelde in de Krimoorlog.

## Beginjaren
Kornilovs vader was ook bij de marine en gouverneur van Irkoetsk. Kornilov ging in 1823 bij de marine. In 1827 vocht hij op de Azov in de Slag bij Navarino. 
In 1841 werd hij kapitein van het slagschip Twaalf Apostelen. In 1847 voer hij naar Londen om een nieuw fregat met stoomaandrijving te kopen. In 1849 werd hij stafchef van de Zwarte Zeevloot.

## Overwinning in de Russisch-Turkse Oorlog
Op 5 oktober 1853 ontmoette hij bij Penderakli op het stoomfregat de Vladimir met 11 kanonnen het Ottomaans schip Pervaz-Bahri met 19 kanonnen van Egyptische makelij. Kornilov gaf bevel om aan te vallen. Het Ottomaans schip had vooraan en achteraan geen kanonnen en iedere keer dat het zijn kanonnen opzij afvuurde, manoeuvreerde de kapitein naar diens steven. Het gevecht duurde vijf uur tot de Vladimir met hoge snelheid op 100 meter langszij voer en uit alle zijkanonnen vuurde. Toen streek de Pervaz-Bahri de vlag ten teken van overgave. De Pervaz-Bahri was lek werd naar Sebastopol gesleept, zonk daar, werd geborgen en diende vanaf dan in de Keizerlijke Russische Marine als Kornilov ter ere van Kornilov.

## Gesneuveld in de Krimoorlog
In de Krimoorlog was Kornilov tijdens het beleg van Sebastopol verantwoordelijk voor de verdediging van Sebastopol en sneuvelde daarbij op 17 november 1854. 